# Peseckendorf
Peseckendorf là một đô thị ở huyện Börde thuộc bang Sachsen-Anhalt, nước Đức. Đô thị Peseckendorf có diện tích 6,87 km², dân số thời điểm ngày 31 tháng 12 năm 2006 là 224 người.